# 生気象学
生気象学（せいきしょうがく、英語：biometeorology）とは、気象現象が人間をはじめとした生物に与える影響を研究する学問。気象学および生態学の一分野で、医学、衛生などにも強い関連性がある。
気象現象が持つ物理的・化学的な特性が作り出す環境は、人間、動物、植物に大きな影響を与える。大きなものとして健康への影響が挙げられ、高温多湿による熱中症、低温による凍傷や低体温症などの極端なものから、湿度や気温のバランスによる快適度、農業気象、洗濯物の乾きやすさまでをも扱い、生活にかかわる身近な事象も取り上げる。
季節現象などの長期的な事象との関係は、生気候学の範疇に入ってくる。こちらは気候と、生物の種や生態との関係を扱うが、生気象学と生気候学とはお互いに事象の長さが長いか短いかという違いしかなく、どちらに属するか決められないというテーマもしばしばある。

## 生気象学の扱う事象
- 医療分野
  - 各種疾患と気象・気候との関係
  - 地理学的側面からの研究 風土病、地域性の疾病、感染症など
  - 気象の特色を生かした療養法
  - 出生、成長、老化、生理現象、生体リズムと気象の関係
  - 極限環境、地球上のさまざまな場所における生命
  - 運動・スポーツと気象の関係
  - 食生活と気象の関係
- 建築・衛生分野
  - 居住環境、生活環境と気象
  - 人間工学的な事象
  - 衣服
- 生態学
  - 植生、生物相と気象の関係
- 農学
  - 農作物と気象の関係、農法
  - 家畜・家禽と気象
- 環境学
  - 水の利用
  - 気象に関連する大気汚染、水質汚染などの環境汚染
- 経済学
  - 各種産業と気象